# Level (cigarettmärke)

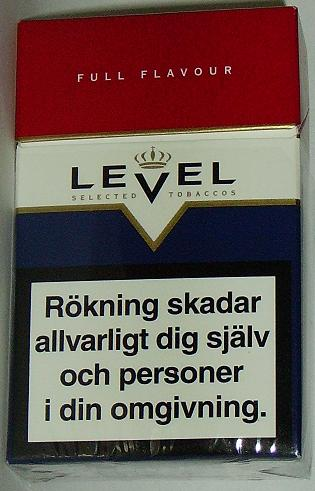
Level cigarettpaket

Level är ett svenskt lågprismärke för cigaretter.
Det var Austria Tabak som stod för lanseringen. Vid introduktionen kostade ett paket Level 26 kr. Level tillverkas av JTI Sweden.
| Flavour                              | Tjära | Nikotin | Kolmonoxid |
| ------------------------------------ | ----- | ------- | ---------- |
| Level Full Flavour 100's             | 10 mg | 0,9 mg  | 10 mg      |
| Level Full Flavour "original"        | 10 mg | 0,8 mg  | 10 mg      |
| Level Smooth Flavour(light)/ 100's   | 8 mg  | 0,7 mg  | 9 mg       |
| Level Smooth Menthol/100's           | 8 mg  | 0,7 mg  | 9 mg       |
| Level Menthol On Demand Full flavour | 10 mg | 0,7 mg  | 10 mg      |

Level Menthol On Demand är så kallade "clickcigaretter". Om man "klickar" filtret omvandlas smaken till menthol.